# Adicella pulcherrima
Adicella pulcherrima är en nattsländeart som beskrevs av Georg Ulmer 1906. Adicella pulcherrima ingår i släktet Adicella och familjen långhornssländor. Inga underarter finns listade i Catalogue of Life.